# Филипински крокодил
Филипинският крокодил (Crocodylus mindorensis) е вид сладководен крокодил, обитаващ единствено Филипините. Дълго време се смята, че е подвид на новогвинейския крокодил, заедно със сиамския крокодил. Последни изследвания обаче показват, че става дума не за подвид, а за един напълно различен вид. Същите факти се доказват и за сиамския.

## Ареал
Филипинският крокодил обитава реките, езерата и блатата на Филипините. Среща се преди всичко на по-големите острови и на някои малки, стига да има сладководни басейни. Видът е типичен само за Филипинския архипелаг и е сред многото ендемити в тази страна.

## Особености
Възрастните индивиди на този крокодил достигат на дължина до 4 m. Хранят се с риби, различни влечуги и земноводни, маймуни, птици, антилопи, сърни и други бозайници.
Филипинският крокодил е рядък вид и популацията му е застрашена от изчезване поради бракониерство и унищожаване на естествената му среда. Счита се, че са останали само около 2000 индивиди от този вид.